# Anton Dohrn
Felix Anton Dohrn, född 29 december 1840 i Stettin, död 26 september 1909 i München, var en tysk zoolog; son till Carl August Dohrn.
Dohrn blev 1868 privatdocent i Jena och anlade 1872–74 den zoologiska stationen i Neapel, som under hans ledning blev den mest betydande av dylika anstalter och mer eller mindre direkt gav impulser till anläggningen av de övriga i Europa. Dohrn blev 1898 ledamot av svenska Vetenskapsakademien och 1900 av Fysiografiska sällskapet i Lund.
Bland Dohrns skrifter märks Der Ursprung der Wirbeltiere und das Princip des Funktionswechsels (1875), i vilken han bestrider det dittills gängse antagandet av ryggradsdjurens ursprung från amphioxus och ascidierna och härleder dem från ringmaskarna samt tillika försöker reducera den antagna nybildningen av organ i djurkroppen till en ombildning av redan befintliga, och Studien zur Urgeschichte des Wirbeltierkörpers (22 delar, 1882–1902), en serie undersökningar över viktiga anatomiska och embryologiska spörsmål, ägnade att belysa ryggradsdjurens uppkomst.